# Государственный совет ГДР

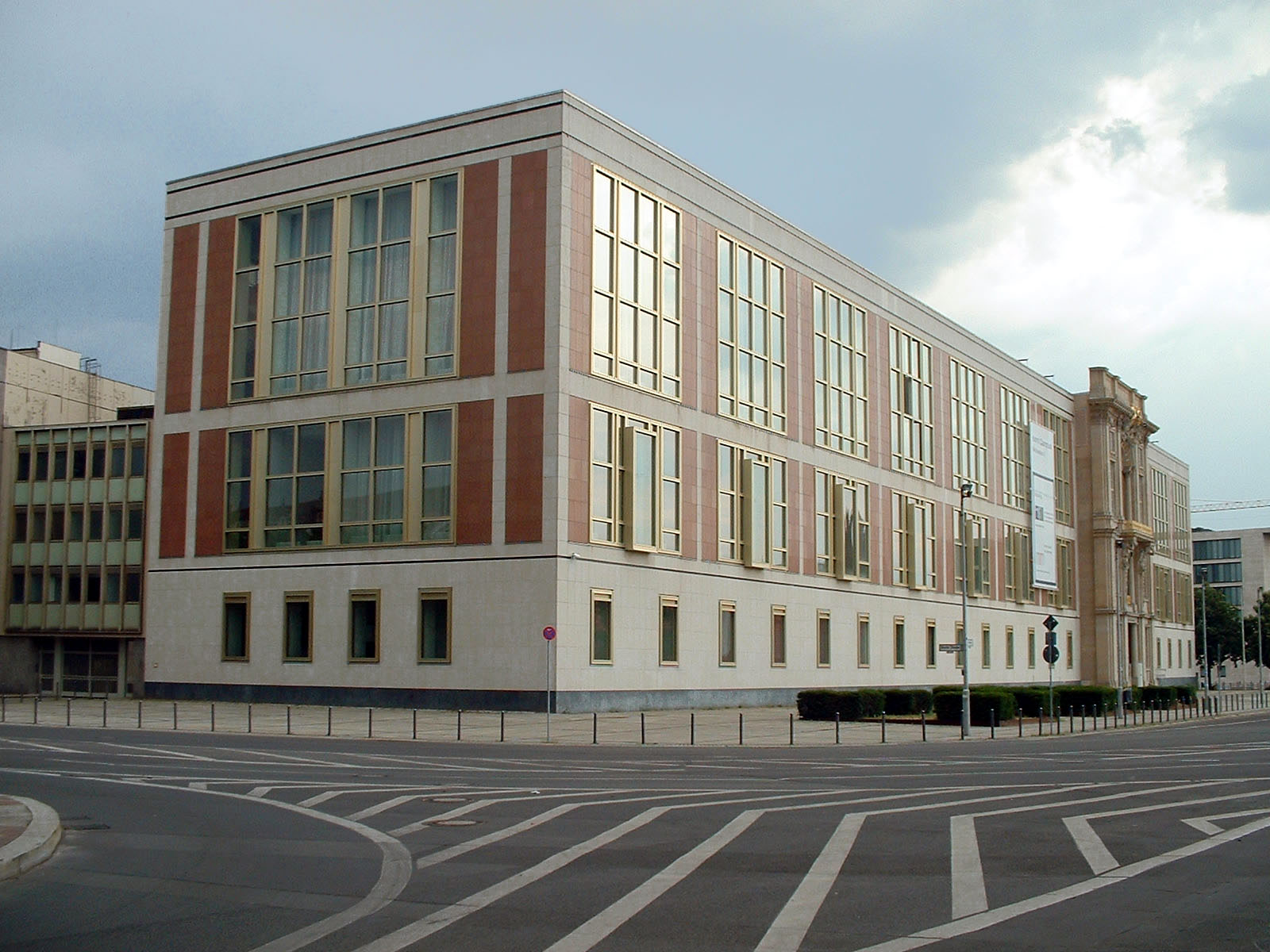
Здание Государственного совета ГДР на Дворцовой площади в Берлине было построено в 1964 году по проекту архитекторов Роланда Корна и Ханса Богацкого. Исторический IV портал бывшего Королевского дворца с балконом, с которого Карл Либкнехт в ноябре 1918 года провозгласил Социалистическую Республику в Германии, был встроен в новое здание Госсовета на новом месте.

Государственный совет ГДР (нем. Staatsrat der DDR) — коллективный орган высшей государственной власти ГДР с 1960 года.

## Развитие во время социализма
Государственный совет ГДР был создан в 1960 году после смерти первого и единственного президента ГДР Вильгельма Пика для исполнения роли коллективного главы государства. Этим форма правления в ГДР была приближена к советскому образцу. Законом «О создании Государственного совета» (нем. Gesetz über die Bildung des Staatsrates) от 12 сентября 1960 года в Конституцию ГДР 1949 года были внесены соответствующие изменения.
Первый состав Государственного совета ГДР был избран 12 сентября 1960 года, председателем Государственного совета стал генеральный секретарь ЦК СЕПГ Вальтер Ульбрихт, заместителями председателя Государственного совета — социалист Отто Гротеволь, либерал Иоганнес Дикман, национал-демократ Генрих Гоман, демкрестьянин Ганс Риц, генеральный секретарь ЛДПГ Манфред Герлах, генеральный секретарь ХДС Геральд Гёттинг. В 1964 году после отставки Отто Гротеволя его место заместителя председателя Государственного совета занял Вилли Штоф.
В 1971 году заместителем председателя Государственного совета был назначен Фридрих Эберт-младший. В 1973 году после смерти Вальтера Ульбрихта председателем Государственного совета стал Вилли Штоф. В 1976 году умер Фридрих Эберт, председателем Государственного совета стал Эрих Хонеккер, Вилли Штоф вновь занял должность заместителя председателя Государственного совета, заместителем председателя Государственного совета стал также Хорст Зиндерманн, Ганс Риц был заменён председателем ДКПГ Эрнстом Гольденбаумом. В 1981 году заместителем председателя ГС стал Пауль Вернер, но в 1984 году он ушёл из политики. В 1982 году Гольденбаум ушёл в отставку со всех постов, в качестве председателя ДКПГ стал Эрнст Мекленбург. В 1984 году заместителями председателя ГС стали социалисты Эгон Кренц и Гюнтер Миттаг. В 1989 году после отставки Хонеккера и недолгого председательства Кренца председателем Государственного совета стал Герлах, его заместителями член Правления НДПГ Манфред Мюльманн и председатель ДКПГ Гюнтер Малойда.

## Состав
Государственный совет состоял из председателя, его заместителей, 16 членов и секретаря. Секретарём до 1971 г. был Отто Гоче. Заместителями председателя были председатели всех партий ГДР. Члены Госсовета избирались Народной палатой на 4 года, с 1974 года — на 5 лет. Изначально за председателем Государственного совета было закреплено особо высокое положение. В статье 66 Конституции 1968 г. говорилось: «Председатель Государственного совета официально представляет Германскую Демократическую Республику на международной арене». В соответствии с изменениями, внесёнными в Конституцию в 1974 г., председатель Государственного совета формально потерял высокое положение. Однако фактически же и в последующем функции главы государства выполнялись единолично председателем Государственного совета, а другие члены Государственного совета на практике не имели никакого влияния. Кроме того и для дипломатического протокола коллективный орган в качестве главы государства представлял определённые проблемы.'

## Полномочия
- Представлял государство
- Ратифицировал договоры
- Координировал деятельность органов местного самоуправления
- Назначал и отзывал послов
- Принимал и высылал иностранных послов
- Устанавливал звания
- Осуществлял награждение
- Назначал парламентские, региональные и муниципальные выборы
- Принимал решения по обороне страны
- Назначал членов Национального совета обороны
- Объявлял амнистию и помилование
- Осуществлял надзор за деятельностью Верховного Суда и Генеральной Прокуратуры

## После перемен в ГДР
После отставки Эриха Хонеккера от всех должностей Эгон Кренц стал председателем Государственного совета. Но уже 6 неделями позже, 6 декабря 1989 года, заместитель председателя Государственного совета, председатель ЛДПГ, Манфред Герлах стал и. о. председателя Государственного совета.

## Председатели
- Вальтер Ульбрихт (1960—1973)
- Вилли Штоф (1973—1976)
- Эрих Хонеккер (1976—1989)
- Эгон Кренц (1989)
- Манфред Герлах (1989—1990)

## Заместители председателя
От ЛДПГ
- Манфред Герлах (1960—1989)

От ХДС
- Геральд Гёттинг (1960—1989)

От НДПГ
- Генрих Гоманн (1960—1989)

От ДКПГ
- Ганс Риц (1960—1976)
- Эрнст Гольденбаум (1976—1982)
- Эрнст Мекленбург (1982—1989)

## Госсоветы в других социалистических странах
Подобные коллективные высшие органы власти в форме государственных советов существовали в СССР (Президиум Верховного Совета СССР в 1936—1989 гг., а также Государственный совет СССР в 1991 году), на Кубе (Государственный совет Кубы), в социалистических государствах Восточной Европы: Болгарии, Польше, Румынии, Югославии, а ныне существует в Северной Корее (Государственный совет КНДР).